# چاوک سیه‌فام
چاوک سیه‌فام (نام علمی: Ochthoeca nigrita) گونه‌ای از پرندگان گنجشک‌سان از تیرهٔ ژیان‌مرغان است. در شرق ونزوئلا یافت می‌شود. زیستگاه‌های طبیعی آن جنگل‌های کوهستانی نمناک نیمه‌گرمسیری یا گرمسیری و جنگل‌های پیشین به‌شدت دگرگون‌شده است.
این گونه در گذشته به عنوان هم‌گونه با چاوک (Ochthoeca cinnamomeiventris) چاوک پشت‌توسی رفتار می‌شد.